# النی چاتزیلیادو
النی چاتزیلیادو (به انگلیسی: Eleni Chatziliadou؛ متولد ۲۹ ژوئیه ۱۹۹۳ در کاترینی، یونان) یک ورزشکار کاراته‌کای اهل یونان است و در مسابقات کاراته قهرمانی جهان در سال ۲۰۱۸ در مادرید، در رده اول جهان در دسته ۶۸+ کیلوگرم قرار گرفت و به مدال طلا دست یافت. در همان سال، وی مدال نقره را در بازیهای مدیترانه ای ۲۰۱۸ و مسابقات قهرمانی کاراته اروپا برای یونان بدست آورد. او در خانواده ای کاراته‌کا متولد شد. پدر و مادرش هر دو ورزشکار حرفه ای کاراته بودند، و پدرش ماکسیموس چاتزیلیادیس به عنوان مربی کاراته فعالیت می‌کرد. النی کلاس‌های کاراته را از شش سالگی در مدرسه کاراته پدرش در کاترینی آغاز کرد و مدتهاست که در آنجا به آموزش ادامه می‌دهد.